# Take Back
Singles de Kumi Kōda
Trust Your Love
(2001)
TAKE BACK est le 1ersingle de Kumi Kōda sorti sous le label Rhythm Zone le 6 décembre 2000 au Japon. Il atteint la 59e place du classement de l'Oricon. Il se vend à 4 090 exemplaires la première semaine, et reste classé pendant 8 semaines, pour un total de 22 680 exemplaires vendus. Il sort également aux États-Unis en format CD et Maxi CD.
TAKE BACK a été utilisé comme campagne publicitaire pour Kracie Home Products. TAKE BACK se trouve sur l'album Affection, sur la compilation Best: First Things et sur l'album remix Koda Kumi Driving Hit's. Your Song se trouve également sur l'album Affection et sur la compilation Best: Bounce and Lovers.

## Liste des titres
Toutes les paroles sont écrites par Kumi Kōda.
| 1. | TAKE BACK （Original mix）         | Kazuhito Kikuchi | 4:56 |
| 2. | Your Song                          | Kaido            | 5:21 |
| 3. | TAKE BACK （Tricky Stewart Remix） |                  | 4:41 |
| 4. | TAKE BACK （Daylight Remix）       |                  | 4:30 |
| 5. | TAKE BACK （Instrumental）         |                  | 4:57 |
| 6. | Your Song （Instrumental）         |                  | 5:20 |

| 1. | TAKE BACK | 4:56 |
| 2. | Your Song | 5:21 |

| 1.  | Take Back (Jonathan Peters' radio mix)         |  |
| 2.  | Take Back (Hex Hector main radio mix)          |  |
| 3.  | Take Back (Junior's radio mix)                 |  |
| 4.  | Take Back (C."Tricky" Stewart remix)           |  |
| 5.  | Take Back (Hex Hector main club mix)           |  |
| 6.  | Take Back (Junior's pop club anthem)           |  |
| 7.  | Take Back (Jonathan Peters' club mix)          |  |
| 8.  | Take Back (Junior's dub anthem)                |  |
| 9.  | Take Back (Jonathan Peters' Sound Factory dub) |  |
| 10. | Take Back (Hex Hector dub)                     |  |